# Hiroshima Dragonflies
L'Hiroshima Dragonflies (広島ドラゴンフライズ) è una società cestistica avente sede a Hiroshima, in Giappone. Fondata nel 2013, gioca in B.League.

## Storia
Nel aprile 2014, a seguito dell'annuncio della riorganizzazione della Japan Basketball League nella National Basketball League, fu avviato un gruppo per sostenere la formazione di una squadra di basket professionistica a Hiroshima.  
Nel maggio 2014, il gruppo ricevette il supporto dell'associazione cestistica della prefettura di Hiroshima e, nel luglio dello stesso anno, fu presentata una richiesta di adesione alla NBL. Ad agosto 2014, la richiesta fu approvata e il nome Hiroshima Dragonflies venne scelto per la nuova squadra.
Nell'ottobre 2014 la squadra fece il suo esordio competere nella Western Conference della National Basketball League, dove giocherà per due stagioni. Nel settembre 2016 si unirono alla neonata B.League, la lega successore della NBL.

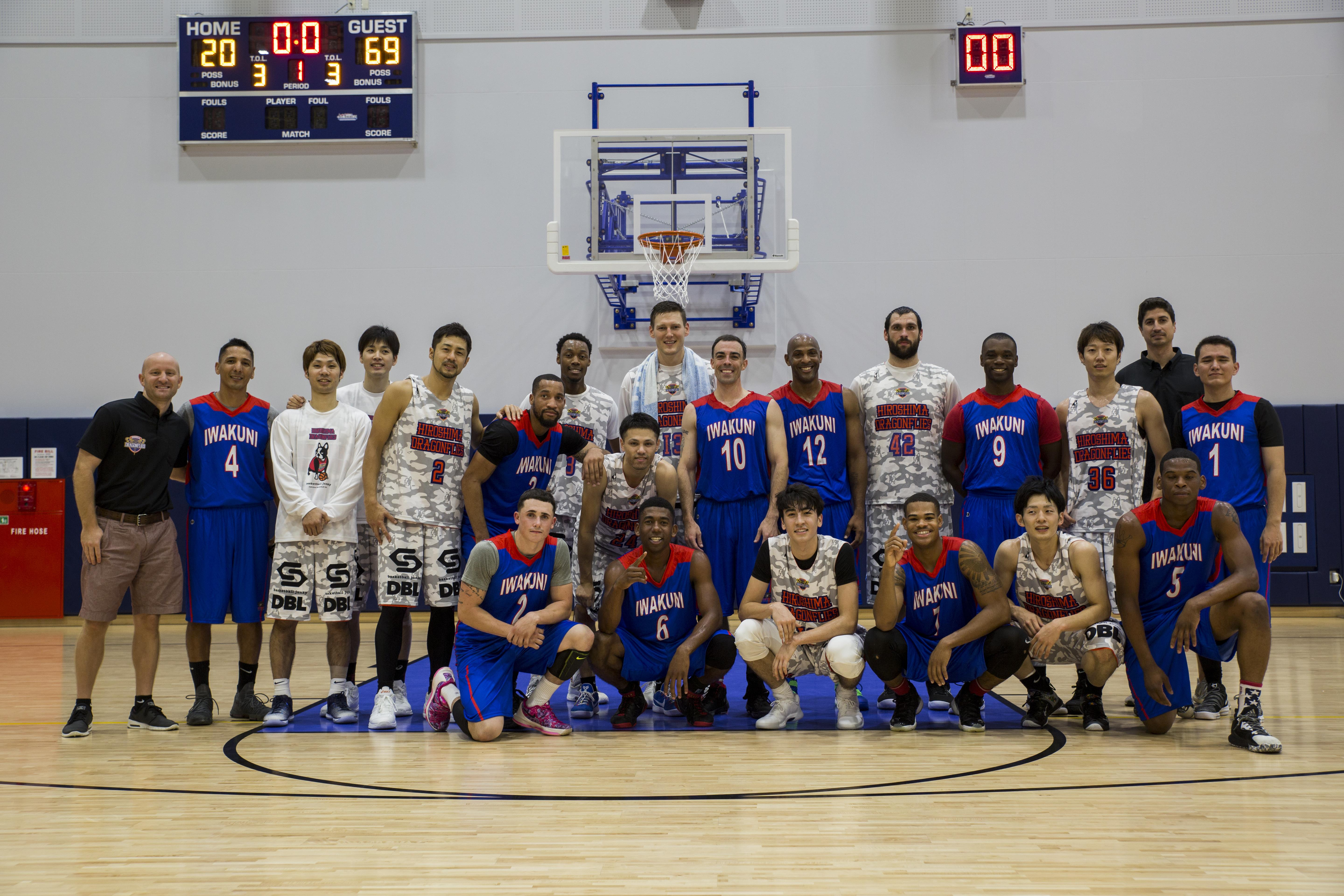
La squadra dei Dragonflies nel 2017

I Dragonflies iniziarono la loro avventura nel nuovo campionato nazionale partendo dalla seconda divisione, la B2 League. Dopo quattro stagioni passate nel campionato cadetto, la squadra ha guadagnato la promozione per la B1 League durante la stagione 2019-2020; anche se il campionato non venne terminato a causa della pandemia da COVID-19, i Dragonflies, che al momento della sospensione si trovavano al primo posto della West District Conference, grazie alla loro record di 40 vittorie e 7 sconfitte, ottennero la promozione per la stagione 2020-2021 della B1 League.
Il 29 maggio 2024, al termine della loro quarta stagione nel massimo campionato nazionale, i Dragonflies si sono laureati,per la prima volta nella storia del club, campioni del Giappone, vincendo il loro primo campionato della B1 League dopo aver sconfitto i Ryukyu Golden Kings per 2-1 nelle finali.
Nel corso della stagione 2024-2025, gli Hiroshima Dragonflies hanno ottenuto un altro trionfo storico, conquistando il loro primo successo internazionale, grazie alla vittoria della East Asia Super League arrivata dopo aver sconfitto in finale la squadra di Taiwan dei Taoyuan Pauian Pilots per 72-68.

## Arena

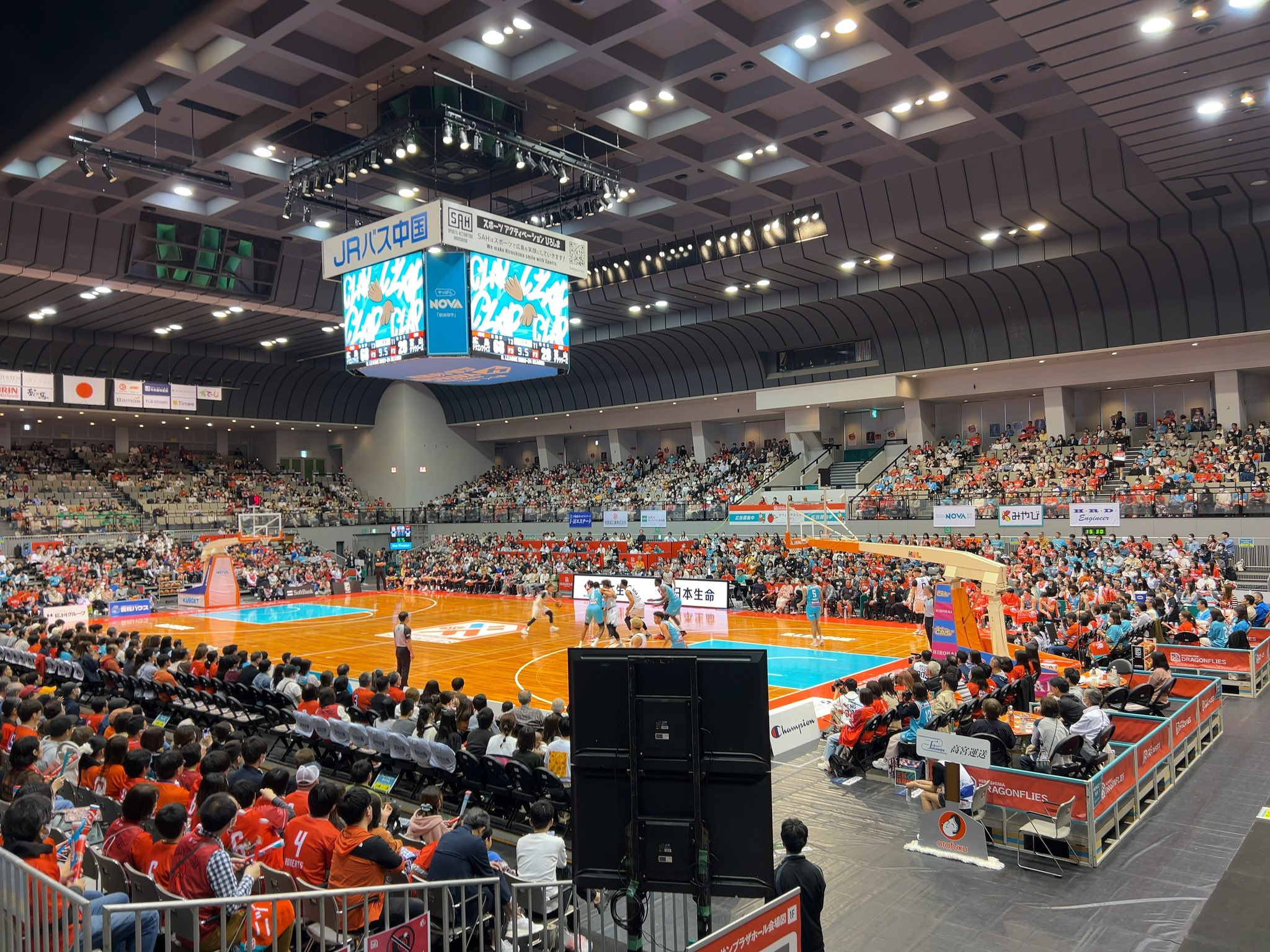
L'interno dell'Hiroshima Sun Plaza durante una partita dei Dragonflies

La Hiroshima Sun Plaza è l'arena di casa dei Hiroshima Dragonflies, situata nel cuore di Hiroshima. Questo moderno impianto inaugurato nel 1985 e ristrutturato nel 2011, capace di ospitare circa 6.000 spettatori, è noto per la sua atmosfera elettrica durante le partite, che coinvolge appassionati e tifosi della squadra. La struttura, è una delle principali arene della città, e comprende la Main Hall, utilizzata per gli eventi sportivi ed i concerti,  una Sub Hall, ed una palestra che offre spazi per allenamenti e attività sportive. Inoltre, la Hiroshima Sun Plaza dispone di eleganti sale per cerimonie nuziali e conferenze, offrendo anche alloggi per i visitatori e un ristorante.

## Palmarès

### Competizioni nazionali
- B1 League: 1

2023-2024

### Competizioni internazionali
- East Asia Super League: 1

2024-2025

## Organico attuale
Organico per la stagione sportiva 2024-2025
| Roster Hiroshima Dragonflies 2024-2025. | Roster Hiroshima Dragonflies 2024-2025. |
| Giocatori                               | Staff tecnico                           |
| --------------------------------------- | --------------------------------------- |

| N. | Naz.                                         | Ruolo | Nome              | Anno | Alt.   | Peso   |  |
| -- | -------------------------------------------- | ----- | ----------------- | ---- | ------ | ------ |  |
| 0  | Giappone (bandiera)                          | G     | Ryo Terashima     | 1997 | 175 cm | 77 kg  |  |
| 1  | Giappone (bandiera)                          | AG    | Masato Ichikawa   | 2001 | 207 cm | 106 kg |  |
| 3  | Giappone (bandiera)                          | PG    | Naoto Tsuji       | 1989 | 185 cm | 85 kg  |  |
| 4  | Giappone (bandiera)                          | PG    | Kaine Roberts     | 2002 | 187 cm | 81 kg  |  |
| 5  | Stati Uniti (bandiera) · Giappone (bandiera) | G     | Isaiah Murphy     | 1998 | 196 cm | 88 kg  |  |
| 7  | Giappone (bandiera)                          | AP    | Seiya Funyu       | 1993 | 195 cm | 85 kg  |  |
| 8  | Stati Uniti (bandiera)                       | AG    | Kerry Blackshear  | 1997 | 208 cm | 109 kg |  |
| 10 | Giappone (bandiera)                          | PG    | Toshiki Kamisawa  | 1998 | 176 cm | 77 kg  |  |
| 12 | Giappone (bandiera)                          | G     | Takuto Nakamura   | 2001 | 184 cm | 78 kg  |  |
| 13 | Stati Uniti (bandiera)                       | AP    | Dwayne Evans      | 1992 | 201 cm | 104 kg |  |
| 15 | Sudafrica (bandiera) · Giappone (bandiera)   | C     | Tshilidzi Nephawe | 1989 | 208 cm | 122 kg |  |
| 21 | Giappone (bandiera)                          | PG    | Ryu Watanabe      | 2001 | 184 cm | 78 kg  |  |
| 24 | Stati Uniti (bandiera)                       | AG    | Nick Mayo         | 1997 | 206 cm | 109 kg |  |
| 30 | Giappone (bandiera)                          | G     | Ryo Yamazaki      | 2000 | 183 cm | 80 kg  |  |
| 34 | Giappone (bandiera)                          | AP    | Keijiro Mitani    | 2001 | 191 cm | 95 kg  |  |

| Allenatore                                                                                  |
| - Shogo Asayama                                                                             |
| Assistente/i                                                                                |
| - Shoyo Kato - Ryoichi Nishitani - Jay Sakamato Legenda - (C) Capitano - Infortunato Roster |

## Cestisti

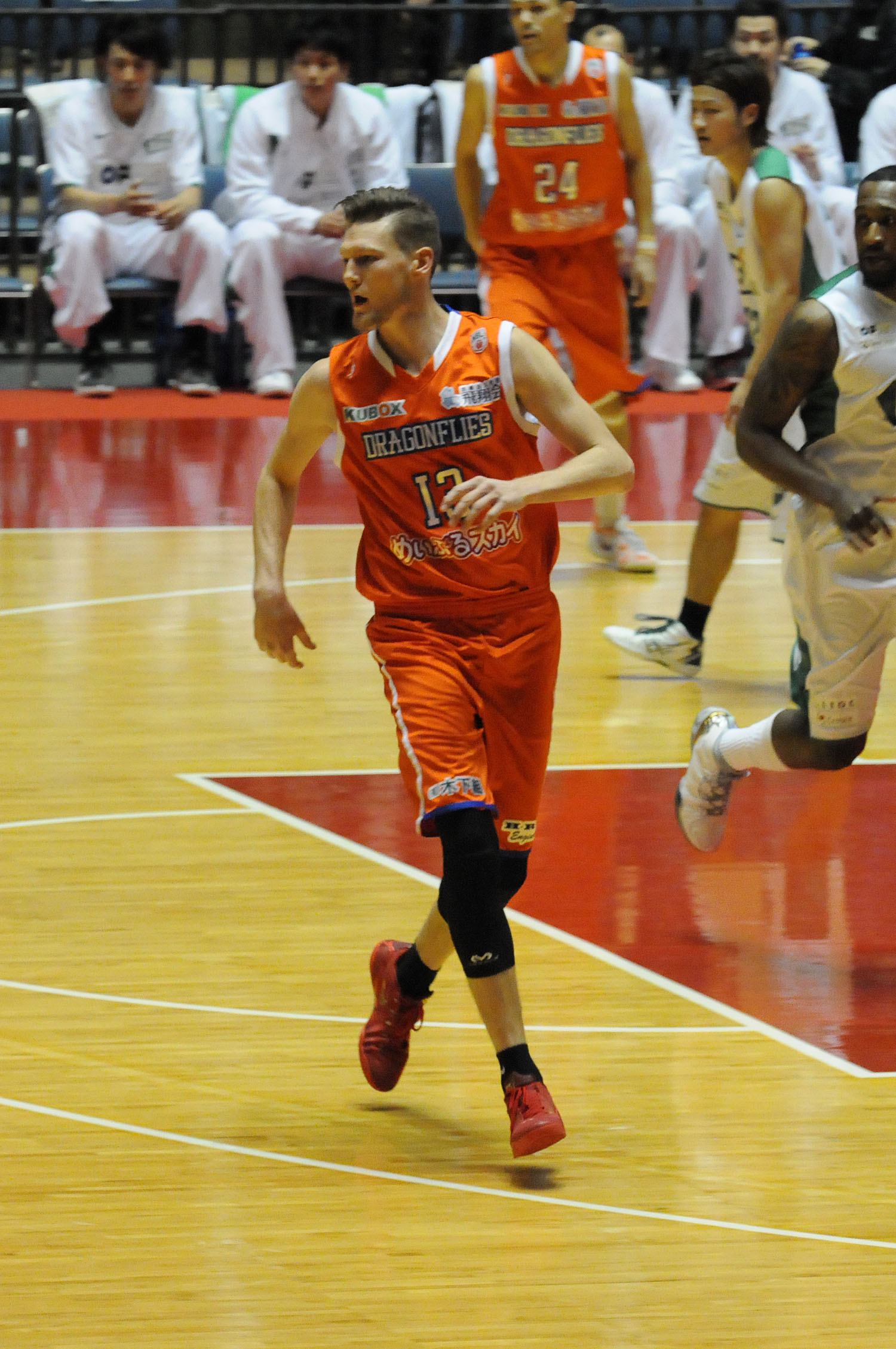
Clint Chapman, con la canotta dei Dragonflies nel 2015

### Giocatori famosi
- Gaku Arao
- Kerry Blackshear
- Ira Brown
- Clint Chapman
- Daniel Dillon
- Terrence Drisdom
- Gregory Echenique
- Dwayne Evans
- Charles Jackson
- Thomas Kennedy
- Carl Landry
- Tshilidzi Nephawe

- Yūsuke Okada
- Pape Mour Faye
- Shannon Shorter
- Kai Sotto
- Garrett Stutz
- Kōsuke Takeuchi
- Eric Thompson
- Jamari Traylor
- Naoto Tsuji
- Wendell White
- Nyika Williams
- Daiji Yamada

## Allenatori
- 2014-2016  Ken'ichi Sako
- 2016-2017  sconosciuto
- 2017  Shogo Asayama
- 2017-2018  Jamie Andrisevic
- 2018-2019  Shota Shakuno
- 2019-2021  Takeshi Hotta
- 2021  Shota Shakuno
- 2021-2024  Kyle Milling
- 2024-  Shogo Asayama